# Robert J. Baker
Robert James Baker (* 8. April 1942 in Warren, Arkansas; † 30. März 2018 in Lubbock, Texas) war ein US-amerikanischer Mammaloge. Seine Forschungsschwerpunkte waren die Fledermäuse und die Ökotoxikologie.

## Leben
Baker war der Sohn von James Simeon Baker und Laura Cooper. Sein Vater wurde im Zweiten Weltkrieg getötet und seine Mutter heiratete erneut, was dazu führte, dass er mit sechs Halbgeschwistern aufwuchs. Er verbrachte einen Großteil seiner Jugend mit seinen Großeltern auf einer 100 Acre großen Farm in der West Gulf Coastal Plain im Südosten von Arkansas. Baker heiratete im August 1961 Jean Joyner. Diese Ehe wurde 1975 geschieden. Im Mai 1978 heiratete er Laura Kyle. Aus der ersten Ehe hatte er eine Tochter, aus der zweiten einen Sohn, der 2012 im Alter von 25 Jahren starb. 
1959 erhielt Baker ein Stipendium, mit dem er ein Studium an der Ouachita Baptist University begann. Bald darauf wechselte er an die University of Arkansas at Monticello (ehemals Arkansas A&M College), wo er 1963 seinen Bachelor-Abschluss machte. Anschließend ging er auf die Oklahoma State University, wo er 1965 zum Master of Science graduierte und unter der Leitung von Bryan P. Glass arbeitete. 1967 wurde er mit einer Dissertation über die Phylogenese der nektarfressenden Fledermäuse aus der Familie der Blattnasen (Phyllostomatidae) anhand von Karyotypen unter der Leitung von E. Lendell Cockrum zum Ph.D. an der University of Arizona promoviert.
Von 1972 bis zu seinem Ruhestand im Jahr 2015 war er Mitarbeiter am Natural Science Research Laboratory des Museum of Texas Tech University. Ab 1976 war er Kurator am Natural Science Research Laboratory. 1979 wurde er zum Professor an der Abteilung für Biowissenschaften an der Texas Tech University berufen. 
Bakers Bibliographie umfasst 438 Publikationen. Der größte Teil befasste sich mit Säugetieren, darunter befinden sich die Erstbeschreibungen zu 18 neuen Arten und Unterarten sowie elf übergeordneten Taxa. Baker beschrieb unter anderen die Arten Eptesicus guadeloupensis, Chiroderma improvisum, Rhogeessa genowaysi, Rhogeessa hussoni, Carollia sowelli, Notiosorex cockrumi, Lophostoma aequatorialis, Oryzomys andersoni, Carollia benkeithi, Anoura cadenai, Micronycteris giovanniae, Eumops wilsoni, Anoura carishina, Rhogeessa bickhami und Rhogeessa menchuae.  
Baker leistete bedeutende Beiträge auf dem Gebiet der Biogeographie. Über einen Zeitraum von mehreren Jahrzehnten sammelten Baker und seine Mitarbeiter Fledermäuse auf verschiedenen karibischen Inseln, und 1978 beschrieb er in Zusammenarbeit mit Hugh H. Genoways die Inselbiogeographie der Fledermäuse im karibischen Becken. Dies war die erste umfassende Darstellung der Verbreitung von Fledermäusen auf einem großen Archipel in der Karibik und bildete die Grundlage für zahlreiche vergleichende Analysen der Inselbiogeographie.
Ab 1994 wirkte Baker an einem Langzeitprojekt am Kernkraftwerk Tschernobyl mit, das zu dem Ergebnis kam, dass die Strahlendosen nicht ausreichten, um hohe Mutationsraten bei den in der Umgebung heimischen Säugetieren zu verursachen. 
Für seine Feldstudien bereiste Baker mindestens 26 Länder in Nordamerika, Südamerika, Europa, Asien und Afrika, darunter die Vereinigten Staaten, Kolumbien, Costa Rica, Kuba, Dominica, Ecuador, El Salvador, England, Grenada, Guadeloupe, Guatemala, Honduras, Jamaika, Kirgisien, Malaysia, Mexiko, Montserrat, Nicaragua, Panama, Peru, Puerto Rico, Russland, Surinam, Trinidad, Tunesien, die Ukraine und Venezuela.

## Ehrungen und Dedikationsnamen
Baker war Mitglied der American Society of Mammalogists (ASM), von der er im Jahr 1980 mit dem C. Hart Merriam Award, im Jahr 1994 mit dem Hartley H. T. Jackson Award und im Jahr 2000 mit dem Joseph Grinnell Award ausgezeichnet wurde. Von 1994 bis 1996 war er Präsident der ASM und 2005 wurde er zum Ehrenmitglied gewählt. Nach Baker sind die Milbenart Parichoronyssus bakeri, die Fledermausarten Sturnira bakeri, Uroderma bakeri und Tonatia bakeri, die Fledermausunterart Glossophaga commissarisi bakeri sowie die Baker-Erntemaus (Reithrodontomys bakeri) und die Unterart Geomys texensis bakeri der Llano-Taschenratte benannt. 2019 wurden die Unterart Thomomys bottae robertbakeri der Gebirgs-Taschenratte, Peromyscus bakeri aus der Gattung der Weißfußmäuse und die Fledermausart Myotis bakeri aus Peru nach Baker benannt.